# Österkälstjärnarna
Österkälstjärnarna är en sjö i Strömsunds kommun i Jämtland och ingår i Ångermanälvens huvudavrinningsområde. Sjön har en area på 0,0424 kvadratkilometer och ligger 307 meter över havet.

## Delavrinningsområde
Österkälstjärnarna ingår i det delavrinningsområde (707747-147986) som SMHI kallar för Mynnar i Kvarnån. Medelhöjden är 322 meter över havet och ytan är 7,91 kvadratkilometer. Det finns inga avrinningsområden uppströms utan avrinningsområdet är högsta punkten. Vattendraget som avvattnar avrinningsområdet har biflödesordning 4, vilket innebär att vattnet flödar genom totalt 4 vattendrag innan det når havet efter 203 kilometer. Avrinningsområdet består mestadels av skog (59 procent) och sankmarker (30 procent). Avrinningsområdet har 0,04 kvadratkilometer vattenytor vilket ger det en sjöprocent på 0,6 procent.